# Premio Lydia Tesio
Le Prix Lydia Tesio est une course hippique de plat se déroulant au mois d'octobre sur l'Hippodrome de Capannelle, près de Rome (Italie).
C'est une course de Groupe 2 réservée aux juments de 3 ans et plus. Promue Groupe 1 en 2004, elle était en 2017 la dernière course labellisée de ce niveau disputée en Italie, les huit autres ayant été rétrogradées au rang de Groupe 2 au cours des années précédentes, en raison de la faible qualité des lots dans la péninsule. En 2019, elle est à son tour rétrogradée. 
Elle se court sur la distance de 2 000 mètres. L'allocation s'élève à 297 000 €.

## Palmarès depuis 2004
| Année | Vainqueur         | Âge | Pays        | Père              | Jockey            | Entraîneur          | Propriétaire             | Temps   |
| ----- | ----------------- | --- | ----------- | ----------------- | ----------------- | ------------------- | ------------------------ | ------- |
| 2018  | God Given         | 4   | Royaume-Uni | Nathaniel         | Jason Watson      | Luca Cumani         | St Albans Bloodstock Ltd | 2'16"40 |
| 2017  | Laganore          | 5   | Irlande     | Fastnet Rock      | Colin Keane       | Tony Martin         | Newtown Anner Stud Ltd.  | 1'58"80 |
| 2016  | Sound of Freedom  | 4   | Italie      | Duke of Marmalade | Fabio Branca      | Marco Botti         | Scuderia Effevi Srl      | 2'03"07 |
| 2015  | Odeliz            | 5   | Royaume-Uni | Falco             | Adrienus de Vries | Karl Buke           | Barbara Keller           | 2'00"63 |
| 2014  | Final Score       | 3   | Italie      | Dylan Thomas      | Fabio Branca      | Stefano Botti       | Scuderia Effevi Srl      | 2'02"00 |
| 2013  | Charity Line      | 3   | Italie      | Manduro           | Fabio Branca      | Stefano Botti       | Scuderia Effevi Srl      | 2'03"00 |
| 2012  | Sortilège         | 4   | France      | Tiger Hill        | Andrea Atzeni     | Andreas Wöhler      | Gestüt Karlhof           | 2'07"70 |
| 2011  | Quiza Quiza Quiza | 5   | Italie      | Golden Snake      | Fabio Branca      | Luigi Riccardi      | Riccardo Cantoni         | 2'03"50 |
| 2010  | Aoife Alainn      | 3   | Italie      | Dr Fong           | Umberto Rispoli   | Maurizio Guarnieri  | Maurizio Guarnieri       | 2'04"30 |
| 2009  | Eva's Request     | 4   | Royaume-Uni | Soviet Star       | Alan Munro        | Mick Channon        | Liam Mulryan             | 2'04"30 |
| 2008  | course annulée    |     |             |                   |                   |                     |                          |         |
| 2007  | Turfrose          | 3   | Italie      | Big Shuffle       | Mario Sanna       | Pierluigi Giannotti | Pierluigi Giannotti      | 2'02"60 |
| 2006  | Floriot           | 4   | Allemagne   | Monsun            | Karoly Kerekes    | Werner Glanz        | Clarissa Hiddemann       | 2'06"40 |
| 2005  | Dubai Surprise    | 3   | Royaume-Uni | King's Best       | Ted Durcan        | Saeed bin Suroor    | Godolphin                | 2'06"30 |
| 2004  | Lune d'Or         | 3   | France      | Green Tune        | Thierry Jarnet    | Richard Gibson      | Mme Paul de Moussac      | 2'02"40 |